# Ichneumon grandisops
Ichneumon grandisops är en stekelart som beskrevs av Heinrich 1961. Ichneumon grandisops ingår i släktet Ichneumon och familjen brokparasitsteklar. Inga underarter finns listade i Catalogue of Life.